# Hans-Diedrich von Tiesenhausen
Freiherr Hans-Diedrich von Tiesenhausen (Riga, 22 februari 1913 – Vancouver, 17 augustus 2000), was een Kapitänleutnant in de Kriegsmarine tijdens de Tweede Wereldoorlog. Zijn grootste succes was het tot zinken brengen van het Britse slagschip HMS Barham.
Von Tiesenhausen was van Duits adellijke afkomst en werd geboren in het toenmalige door Keizerrijk Rusland bezette Letland. Een voorlopig einde aan de Russische overheersing kwam in 1917 toen de stad Riga werd ingenomen door Duitse legers. In 1918 werden conform het Verdrag van Brest-Litovsk de Baltische Staten onder protectoraat van Duitsland gesteld om na beëindiging van de Eerste Wereldoorlog na 700 jaar buitenlandse overheersing voor het eerst staatkundig onafhankelijk te worden. Zo groeide de jonge aristocraat op in het toen door Duitsland bezette Letland.

## Zijn carrière
Von Tiesenhausen begon op 26 september 1934, als 21-jarige zeecadet bij de toenmalige Reichsmarine. Daarna begon hij in december 1939 als 26-jarige bij de Kriegsmarine op de U 23, die onder bevel stond van Kapitänleutnant Otto Kretschmer, aan zijn U-bootcarrière. Samen ondernamen ze drie succesvolle oorlogspatrouilles waarbij vijf schepen van in totaal 27.000 ton tot zinken werden gebracht, waaronder een Britse torpedojager. Na zijn vierde patrouille met de U 23, onder commandant Heinz Beduhn, stapte Von Tiesenhausen over naar de U 93, met Kapitänleutnant Klaus Korth als bevelhebber.
In april 1941 nam Freiherr von Tiesenhausen het commando over van de U 331. Hij leidde deze boot gedurende negen oorlogspatrouilles. Op 10 oktober 1941 vocht deze U-boot met de boordbewapening een duel uit tegen drie Britse landingsboten aan Sidi Barrani en beschadigde HMS TLC-18 (A 18), maar de U 331 werd zelf enigszins beschadigd in het vuurgevecht. Twee mannen van de geschutbemanning werden gewond. Een van hen, bootsman Hans Gerstenich, stierf aan zijn opgelopen verwondingen.
Gedurende zijn 3e patrouille op 17 november 1941, zette de U 331 8 commando's af op de Egyptische oostkust van Ras Gibeisa. Hun missie was de spoorweg nabij de kust op te blazen, maar dit was geen groot succes. Acht dagen later, op 25 november 1941 haalde hij zijn grootste succes door het tot zinken brengen van het vijandelijk slagschip HMS Barham in de Middellandse Zee. Dit ging echter gepaard met de nodige moeilijkheden tijdens een bijna fatale duik. De U 331 kon nog op het nippertje weer opstijgen naar veiliger diepte, vooraleer de U-boot verpletterd zou worden door de druk van de zeewater. 

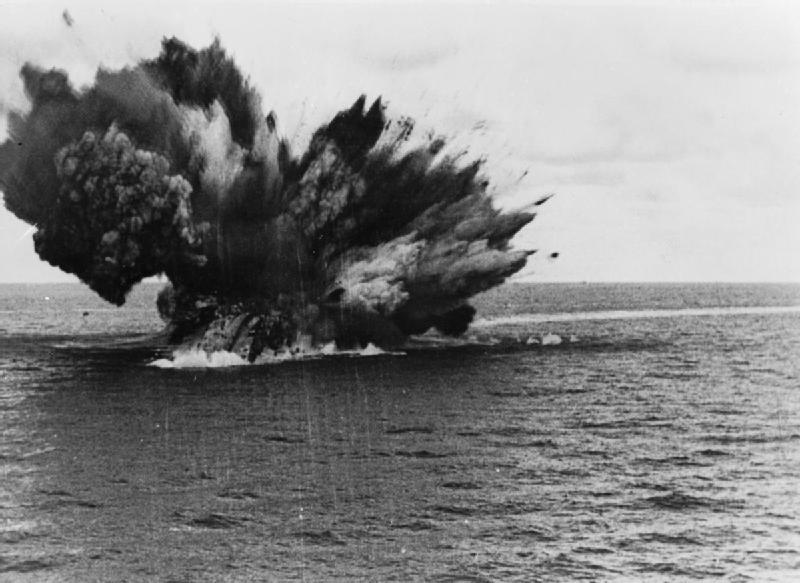
Het Britse Royal Navy slagschip HMS Barham (04) ontploft, 25 november 1941

Op 13 november 1942 werd de U 331 in de Middellandse Zee door escorteschepen aangevallen en werd hij beschadigd toen hij te diep wegdook en de zeebodem raakte, vermoedelijk door een verkeerde inschatting van de dieptemeter en dieptepeiling van de zeebodem.

## EindeU 331
De U 331 werd op 17 november 1942 tot zinken gebracht in het Mediterrane noorden van Algiers in positie 37° 5′ 0″ NB, 2° 27′ 0″ OL. Nadat zij slechts door een Lockheed Hudson-bommenwerper was beschadigd, seinde ze haar overgave naar een watervliegtuig, maar werd door met torpedo-uitgeruste Albacore-vliegtuigen van het Britse vliegdekschip HMS Formidable (eskadrons 500 en 820) aangevallen. Vermoedelijk begrepen de Britten hun overgaveseinen niet, maar het werd wel deels een dodelijke afloop voor de U-bootbemanning. Er vielen bij die aanval 32 doden, maar 17 manschappen overleefden deze aanval. Bij die 17 man was hun commandant Von Tiesenhausen.

## Krijgsgevangen
Hij bracht een tijd door als krijgsgevangene, eerst in Engeland en vervolgens gedurende drie jaar in Canada. In 1947 keerde hij terug naar Duitsland en werkte hij als meubelmaker. Tijdens de herfst van 1951 verliet hij Duitsland en ging hij terug naar Canada. Gedurende zijn krijgsgevangenschap in Canada was hij van het land gaan houden. Hij leefde de rest van zijn leven in Vancouver, en werkte als interieurontwerper, en bereikte tevens enige publieke erkenning als natuurfotograaf. Hij overleed op 87-jarige leeftijd.

## Successen
- 1 hulpoorlogsschip tot zinken gebracht voor een totaal van 9.135 ton
- 1 oorlogsschip tot zinken gebracht voor een totaal van 31.100 ton
- 1 oorlogsschip beschadigd voor een totaal van 372 ton

## Militaire loopbaan
- Offiziersanwärter: 8 april 1934[1][2]
- Seekadett: 26 september 1934[1][2]
- Fähnrich zur See: 1 juli 1935[1][2]
- Oberfähnrich zur See: 1 januari 1937[1][2]
- Leutnant zur See: 1 april 1937[1][2]
- Oberleutnant Zur See: 1 april 1939[1][2]
- Kapitänleutnant: 1 januari 1942[1][2]

## Decoraties
- Ridderkruis van het IJzeren Kruis  op 27 januari 1942 als Kapitänleutnant en Commandant U 331 / 23.Unterseebootsflottille / Kriegsmarine[3][4][5][6]
- IJzeren Kruis 1939, 1e Klasse (7 december 1941[4][5][7]) en 2e Klasse (30 januari 1940[4][5][7])
- Onderzeebootoorlogsinsigne 1939 op 26 februari 1940[4][5][7]
- Dienstonderscheiding van Leger en Marine voor (4 dienstjaren) op 8 april 1938[4][5][8]
- Medaille ter herinnering aan de Thuiskomst van het Memelland op 25 juni 1940[4][5][7]
- Anschlussmedaille op 6 september 1940[4][5][7]
- Bronzen medaille voor Dapperheid op november 1941[4][5][7]
- Zilveren medaille voor Dapperheid op 25 maart 1942[4][5][7]
- Hij werd twee maal genoemd in het Wehrmachtsbericht. Dat gebeurde op:
- 26 november 1941[4][9]
- 27 januari 1942[4][10]

## U-bootcommando
- U 331 - 31 maart 1941 - 17 november 1942: 10 patrouilles (242 dagen)

## Patrouille info voor Hans-Diedrich von Tiesenhausen

### U-boot - Vertrek - Aankomst
- U 331 -  2 juli 1941: Kiel - 19 aug. 1941: 	 Lorient - Patrouille van 49 dagen
- U 331 - 24 sep. 1941: Lorient - 11 okt. 1941: Salamis - Patrouille van 18 dagen
- U 331 - 12 nov. 1941: Salamis - 3 dec. 1941: Salamis - Patrouille van 22 dagen
- U 331 - 14 jan. 1942: Salamis - 28 feb. 1942: La Spezia - Patrouille van 46 dagen
- U 331 - 4 april 1942: La Spezia - 19 april 1942: Salamis - Patrouille van 16 dagen
- U 331 - 9 mei 1942: Salamis - 21 mei 1942: Messina - Patrouille van 13 dagen
- U 331 - 25 mei 1942: Messina - 15 juni 1942: La Spezia - Patrouille van 22 dagen
- U 331 - 5 aug. 1942: La Spezia - 10 aug. 1942: La Spezia - Patrouille van 6 dagen
- U 331 - 12 aug. 1942: La Spezia - 19 sep. 1942: La Spezia - Patrouille van 39 dagen
- U 331 - 7 november 1942: La Spezia - 17 nov. 1942: Tot zinken gebracht - Patrouille van 11 dagen
- 10 patrouilles, 242 dagen op zee

## Schepen getroffen door Hans-Diedrich von Tiesenhausen
- 10 okt. 1941: U 331  Verenigd Koninkrijk HMS TLC-18 (A 18) 372 ton (beschadigd)
- 25 nov. 1941: U-331  Verenigd Koninkrijk HMS Barham (04) 31.100 ton
- 9 nov. 1942: U 331  Verenigde Staten USS Leedstown (AP-73) 9.135 ton - Operatie Toorts
- Samen voor zo'n 40.607 ton

(*) Tenzij anders vermeld de schepen die hier zijn tot zinken gebracht.